# Max Richter
Max Richter (Hameln, Donja Saska, Njemačka, 22. ožujka 1966.), britanski skladatelj njemačkog porijekla. Radi u postminimalističkom stilu na razmeđu suvremene klasične i alternativne popularne glazbe. Richter je klasično obrazovan, diplomirao je na Kraljevskoj glazbenoj akademiji u Londonu, a učio je pod Lucianom Beriom u Italiji. Također se bavi skladanjem za kazalište, operu, balet, film i televiziju. Surađivao je s drugim glazbenicima, kao i izvođačima, te medijskim umjetnicima i na umjetničkim instalacijama. Snimio je osam solo albuma, a njegova glazba često se koristi u filmu. Skladao je 2008. glazbu za ratni film izraelskog animatora Arija Folmana Valcer s Bashirom, zadobivši brojne pohvale.

## Počeci
Rođen je u Hamelnu u Donjoj Saskoj. Odrastao je u Bedfordu u Engleskoj, a obrazovanje je stekao u Modernoj školi Bedford i Bedfordskom koledžu višeg obrazovanja. Studirao je kompoziciju i glasovir na Sveučilištu u Edinburghu i u Firenci pod vodstvom Luciana Berija.

## Glazbena karijera
Nakon završetka studija Richter sa suradnicima osniva suvremeni klasični ansambl "Piano Circus". Sa skupinom je ostao deset godina, naručujući skladbe minimalističkih skladatelja kao što su: Arvo Pärt, Brian Eno, Philip Glass, Julia Wolfe i Steve Reich. Izvedbe ansambla na ukupno pet albuma izdavala je kuća Decca pod etiketom Argo.
Godine 1996. Richter je surađivao sa skupinom Future Sound of London na njihovom albumu "Dead Cities", počevši kao pijanist, a kasnije je skladao i sudjelovao u skladanju. Suradnju je nastavio dvije godine.
Godine 2000. surađivao je na albumu "In the Mode" Ronija Sizea, a 2005. je producirao album Vashtija Bunyana "Lookaftering". Godine 2008. producirao je album Rocking Horse pjevačice Kelli Ali.